# حكومة إلكترونية

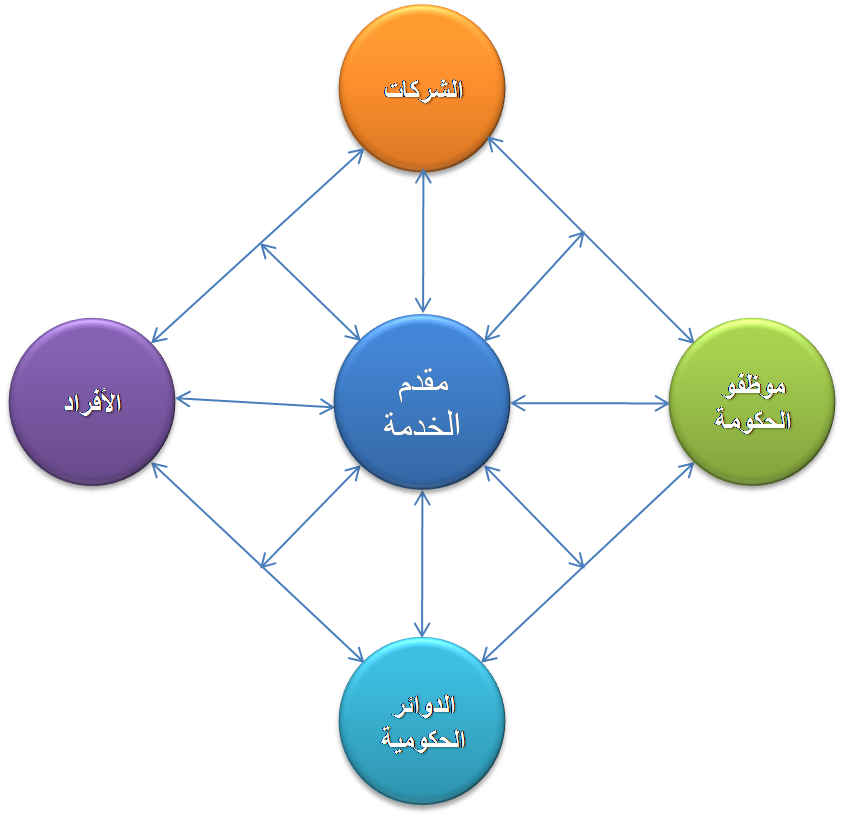
رسم توضيحي للحكومة الإلكترونية

الحكومة الإلكترونية هو نظام حديث تتبناه الحكومات باستخدام الشبكة العنكبوتية العالمية والإنترنت في ربط مؤسساتها بعضها ببعض، وربط مختلف خدماتها بالمؤسسات الخاصة والجمهور عموما، ووضع المعلومة في متناول الأفراد وذلك لخلق علاقة شفافة تتصف بالسرعة والدقة تهدف للارتقاء بجودة الأداء. ويعتقد أن أول استخدام لمصطلح «الحكومة الإلكترونية» قد ورد في خطاب الرئيس الأمريكي بيل كلينتون عام 1992.

## تعريفها
قبل الشروع في إعطاء مفھوم للحكومة الإلكترونیة یتعین علینا التعریف بعض الشيء بالحكومة التقلیدیة باعتبارھا القاعدة الأساسیة لنموذج الحكومة الإلكترونیة. حیث تعرف على أنھا الكیان التنظیمي الذي تشكله الدول من أجل إدارة شؤون البلاد واتخاذ القرارات الإستراتیجیة المتعلقة بالمستقبل السیاسي والاقتصادي والاجتماعي، حیث تغطي ھذه الإدارة مجالات التخطیط الإستراتیجي الاقتصادي والعسكري والأمني وتنمیة الناتج القومي وتعلیم المواطنین والمحافظة على صحتھم وتحسین ظروف معیشتھم وإدارة الأزمات وتنمیة علاقات البلاد مع العالم الخارجي إلى غیره من المھام المتعددة الأخرى.
و منه فتعريف الحكومة الإلكترونية هي استخدام تكنولوجیا المعلومات والاتصالات لتحسین أسلوب أداء الخدمات الحكومیة.
وبصيغة أخرى تعني تغیُّر أسلوب أداء الخدمة من أسلوب یتمیز بالروتین والبیروقراطیة وتعدد وتعقد الإجراءات إلى أسلوب یعتمد على استخدام تكنولوجیا المعلومات والاتصالات لتحسین أداء الخدمات الحكومیة بھدف تقدیمھا للمواطن بطریقة سھلة عبر شبكة الإنترنت مما یوفر الكثیر من الجھد والمال لھا فتنخفض بذلك تكلفة أداء الخدمة.

## أهمية الحكومة الإلكترونية
إن الحكومة الالكترونية تتحقق من خلال إدراك حقيقة أن العالم اليوم ومستجداته يحتّم على المجتمع بأن يكون متقدم ويتميز بوجود ثلاثة شروط أساسية وهي المسائلة والمرونة والحكم الصالح، والتي تمثل ركائز الحكومة الالكترونية، وهذه الأخيرة جاءت بعد ظهور صور الفساد الإداري والمالي في المجتمع ومؤسساته ولإصلاح هذا الأمر تم البحث عن سبل للمعالجة فكانت الحكومة الالكترونية أحد العلاجات الواقية من انتشار الفساد من جانب والعمل على منعه من جانب آخر، كما أن مقتضيات الإصلاح الإداري تلزم على المؤسسات الحكومية بنمط المرونة والوضوح في منهج عملها. فالأجهزة الحكومية تتبع توصيل المعلومات والخدمات عن طريق إدارة قنوات متعددة للنقل والتوصيل بالطرق التقليدية مثل استخدام الهاتف، والفاكس، أو الطرق اليدوية، إلا أن الهدف الأهم هو تحسين جودة الخدمات وتوفيرها. ومن العوامل الإيجابية للحكومة الألكترونية انها تعمل على تخفيف نسبة العلاقات المشبوهة وغير الشرعية المحتملة عند المسؤولين والعاملين لأنها تعني أولا وقبل كل شيء تدفق المعلومات، وعلانية تداولها عبر مختلف وسائل الاتصال، وتوفر تواصل المواطنين بصانعي القرارات والقائمين على الأمور لتحفيزها ومحاصرة الفساد، فبمعنى آخر الحكومة الالكترونية تعني الانفتاح على الجمهور فيما يتعلق بهيكل وظائف الجهاز الحكومي والسياسات المالية للقطاع العام الذي من شأنه تعزيز المسائلة والمصداقية وتأييد السياسات الاقتصادية السليمة.

## خصائص الحكومة الالكترونية
- تجميع كافة الأنشطة والخدمات المعلوماتية في موقع الحكومة الرسمي على الانترنت.
- تحقيق سرعة التنسيق والإنجاز بين كل الدوائر الحكومية.
- اتصال دائم بالمواطنين.وتحقق للمواطنين الشعور بالامان تجاه حكومتهم بانهم يوفرون لهم كافه احتياجتهم ومتطلباتهم وبالتالي تزود من ثقه المواطنين بحكومتهم.
- القدرة على تأمين كافة الاحتياجات الاستعلامية والخدمية للمواطن.
- تقليل الاعتماد على العمل الورقي في المعاملات الحكومية.
- المرونة في التعامل مع المواطنين.
- كسر الحواجز الجغرافية بين المواطن والحكومة.

## الحاجة للحكومة الإلكترونية
ليس من السهل إقامة حكومة إلكترونية، لذلك يجب أن تكون هناك مبررات للجهد والوقت والمال المبذول، فيما يلي نستعرض بعض الفوائد المرجوة :

### زيادة الفعالية عن طريق تنفيذ الأعمال بانسيابية
إن استخدام نظم تقنية المعلومات يقلل عدد الخطوات في الروتين المطلوب لتنفيذ الأعمال، ويحوّل الوظائف اليدوية إلى تلقائية، كما أنه يقلل من استخدام الورق وتنقل المعاملات بين الموظفين.

### تحسين الاتصالات الداخلية
إن استخدام تكنولوجيا الاتصال داخل الحكومة يجعل نقل المعلومات الدقيقة في الوقت المناسب للشخص المناسب يتم بكل سهولة ويسر. ويعد البريد الإلكتروني من الوسائل المفيدة في نقل المعلومات والوثائق وتوزيعها بدلا من طباعتها وتوزيعها بالطريقة الاعتيادية.

### تقديم خدمات أفضل للمستفيدين
يمكن للتكنولوجيا أن تحسن طريقة خدمة المواطنين بتوفير الوصول إلى المعلومات بطريقة الخدمة الذاتية من خلال الإنترنت أو أنظمة الهاتف الآلية حتى خارج أوقات الدوام الرسمية. كما يمكن للحكومة الإلكترونية أتمتة الردود على طلبات الحصول على التراخيص أو المعلومات، لكي يتم توفير الوقت والطاقة للموظفين لأجل تقديم خدمات أفضل لأولئك المراجعين الذين يتصلون مباشرة أو يحضرون بأنفسهم لإنجاز بعض الأعمال الاستثنائية.

### الوفاء بمتطلبات المواطنين وتوقعاتهم
إن المجتمعات الحديثة تتجه للحياة بطريقة إلكترونية، بل إن الكثير من المواطنين وأصحاب الأعمال يعملون حاليًا بطريقة إلكترونية، وليست هي إلا مسألة وقت حتى نرى ذلك ينطبق على دوائر الحكومة. وحينما تقدم الحكومات المجاورة خدماتها إلكترونيًا فإن المواطنين وأصحاب الأعمال سيلاحظون ذلك، وسيتطلعون لأن يروا حكومتهم تقوم بالعمل ذاته.

### الإعلام والترويج للإنجازات
إن تقديم معلومات وخدمات إلكترونية يمكن أن يساعد في جذب المواطنين والمستثمرين الجدد الذين يتطلعون للفرص المناسبة. وتقدم الحكومة الإلكترونية وسيلة إعلامية مباشرة جنبًا إلى جنب مع الصحف والإذاعة والتلفاز للترويج لأعمال الحكومة.

## المكونات الرئيسية للحكومة الإلكترونية

### البنية التحتية لخدمة الحكومة الالكترونية
- تطوير شروط التعاقد والمواصفات القياسية من النواحي القانونية .
- تصنيف المعلومات ووضع النظم السرية للتوصل للمعلومات المطلوبة.
- وضع إطار وشروط تقديم الخدمات لذوى الاحتياجات الخاصة.
- تصميم موقع الحكومة على الإنترنت.
- وضع الإطار لأنسب تقنية لتطوير النظم والتطبيقات.

### شبكة الاتصالات الحكومية
- خلق شبكة اتصالات حكومية تسمح بتبادل المعلومات بسرعة طبقاً لقواعد سرية مطلوبة.
- تصميم الشبكات وتركيب أجهزة الاتصالات اللازمة لربط مباني الوزارات والحكومة بشبكة الإنترنت.
- التأكد من الاستخدام الأمثل لشبكة التليفونات الحالية.

### تقديم الخدمات للمواطنين عبر الشبكات
- خلق مراكز لتوصيل وتفعيل الخدمات للمواطنين.
- تقديم خدمة شهادات تحقيق الشخصية الالكترونية مجاناً.
- تفعيل مشاركة المواطنين عن طريق خلق مجموعة حماية.

### أتمتة أعمال الوزارات والهيئات والإدارات المحلية
- دراسة وتصميم وتنفيذ والمساعدة في تشغيل النظم.
- ميكنة النظم المالية كالموازنة والحسابات والمشتريات والمخازن.
- ميكنة النظم الإدارية مثل شؤون العاملين والأجور.
- ميكنة نظم تبادل المعلومات والوثائق بين الجهات الحكومية.

### المشتريات الحكومية إلكترونيا عبر الشبكات
- نظام إلكتروني للمشتريات الحكومية باستخدام شبكة الإنترنت.
- جداول للموردين وأسعار السلع والخدمات.
- الاتصال المباشر بين مقدم السلعة والخدمة والمستفيدين منها.
- تقديم بيان بالخبرة السابقة وعروض الأسعار وخطابات الضمان وغيره.
- زيادة المنافسة السعرية والتخلص من عمولة الوسطاء دون المساس بالخصوصية أو شفافية إسناد العمليات والمناقصات.
- رفع كفاءة توفير الاحتياجات بأفضل مواصفات وأسعار وأقل فترة ممكنة.
- خفض الأعمال الورقية وزيادة رضا المتعاملين من موظفي الحكومة.
- زيادة كفاءة استغلال المخزون.

## أهداف الحكومة الإلكترونية
ويمكن تلخيص أهمها بالتالي:

### رفع مستوى الكفاءة والفعالية للعمليات والإجراءات داخل القطاع الحكومي وذلك عن طريق
- تحسين مستوى الكفاءة في استخدام وتوظيف تقنيات المعلومات.
- تقليل الوقت المستغرق في أداء الإجراءات ضمن كل إدارة.
- الاستفادة من التجارب المثلى في أداء الأعمال.
- الدقة في إنجاز الوظائف المختلفة.

### تقليل التكاليف الحكومية وذلك عن طريق
- تحسين وتطوير وهندسة إجراءات الأعمال.
- تسهيل تدفق وسريان الأعمال بشفافية وسهولة عالية.
- تقليل الإجراءات والمعلومات المكررة ضمن سلاسل حلقات الأعمال.
- تشجيع الوحدة والتكامل والتبادل الآني للبيانات.

### رفع مستوى رضا المستفيدين عن الخدمات التي تقدم لهم وذلك عن طريق
- تسهيل استخدام الخدمات الحكومية.
- تقليل الوقت المستغرق في حصول المستفيد على الخدمة التي يحتاج إليها.
- تقديم بيانات دقيقة وفي الوقت المناسب حسب الحاجة.

### مساندة برامج التطوير الاقتصادي وذلك عن طريق
- تسهيل التعاملات بين القطاعات الحكومية وقطاعات الأعمال.
- تقليل تكاليف التنسيق والمتابعة المستمرة.
- زيادة الفرص الوظيفية.
- زيادة العوائد الربحية للتعاملات الحكومية مع قطاعات الأعمال.
- فتح فرص استثمارية جديدة خاصة بقطاع المعلومات.
- تحقيق درجة عالية من التكامل بين المشاريع الحكومية والقطاعات الخاصة فيما يخدم الاقتصاد الوطني.

## أسباب ظهور الحكومة الإلكترونية
أثرت التقنيات الهائلة لتكنولوجيا المعلومات والاتصالات، لاسيما في العقود الأخيرة على جل ميادين الحياة ودفعت إلى إحداث تغيرات هائلة ومؤثرة على مستوى الحكومة التقليدية حملتها على التحول إلى النمط الإلكتروني، حيث يمكننا إيجاز مسببات تلك الأحداث من خلال ما يلي:

### أسباب سياسية
تمثلت أساسا في :
- ظهور مفهوم العولمة.
- تنافس السياسين حول كسب رضا الجمهور من خلال تقديم خدمات أسهل لاسيما في المجتمعات المتقدمة.
- دعم البنك الدولي لمشاريع الحكومة الإلكترونية في البلدان النامية.

### أسباب تكنولوجية
وأهمها:
- ظهور شبكة الأنترنت.
- أصبحت أسعار عتاد المعلوماتية جد معقولة.
- تطوير مستويات عالية من تشفير البيانات بحيث أصبحت الثقة بالشبكة وأمنها أمر ممكنا.
- ابتكار تقنية الإمضاء الإلكتروني.

### أسباب اقتصادية
أهمها:
- ظهور التجارة الإلكترونية.
- استغلال الحكومات لما توفره التكنولوجيات الحالية في خفض مستويات التكاليف...
- التوجه نحو مشاريع الخوصصة وما يتطلبه من تواصل مع مختلف القطاعات.

## مراحل تنفيذ الحكومة الإلكترونية
مرت تطبیقات الحكومة الإلكترونیة بمراحل متعددة حتى وصلت إلى الوضع الحالي الذي ھي فیھ.
1. - المرحلة الأولى: تتمثل بدخول الحاسبات الآلیة إلى العمل الإداري و قد سھلت العملیة الإداریة إلى حد كبیر.
2. - المرحلة الثانیة: تمت فیھا أتمتھ بعض الخدمات و تطبیق نظام المعلومات الإداریة و یمكن توظیفھا في تسدید فواتیر الخدمات بواسطة الھاتف.
3. - المرحلة الثالثة: تمثلت في ظھور شبكة المعلومات الدولیة الإنترنت حیث تم تفعیل الأداء الإلكتروني.

## الخدمات التي تقدمها الحكومة الإلكترونية

### الخدمة الصماء
تتمثل في النافذة الإلكترونية في تقديم معلومات عن الخدمات و المعاملات التي تبثها الجهة الحكومية للمواطن و ليس هناك إمكانية للتفاعل مع المستفيد.

### خدمة التلكس
تحدث عندما يقدم الموقع خدمات متعددة هي أكثر تطوراً، مثل رسوم الخدمات التي يمكن أن يسددها المستفيد.

### الخدمة المتطورة
هي التطبيق الكامل للحكومة الإلكترونية حيث يمثل الموقع الإلكتروني، بيئة عمل داخلية حية تمثل فعلياً بيئة الجهاز الإداري مع القدرة على تلبية جميع طلبات المستفيدين من خلال هذا الموقع.
- و يتضح من ذلك أن الحكومة الإلكترونية تتضمن جانبين هما :
- العمل عن بعد:

وهنا يتجاوز العمل صيغة تحديد المكان و الزمان لإنجاز العمل أي أن العمل ينجز من دون حضور الموظف في مكان معين، فيمكن أن يؤدي الموظف عمله في أي مكان، منزله مثلاً .
- الخدمة عن بعد:

و هنا يمكن للمستفيد الإفادة من الخدمة في المكان و الزمان اللذين يرتئيهما من دون الارتباط بزمان أو مكان محددين. و هكذا فإن الخدمة الإلكترونية تتسم باللازمانية و اللامكانية.

## مجالات الخدمات الحكومية
تتنوع الخدمات الالكترونیة، فبعضھا یعكس سیادة الدولة مثل خدمات الضرائب والتوثیق واستخدام التراخیص والمستندات، والبعض الآخر یمثل البنیة الأساسیة الاجتماعیة، وتشمل الخدمات التي تقدمھا الدولة لجمھور المواطنین لإشباع حاجاتھم الأساسیة مثل خدمات التعلیم والصحة وتحقیق التنمیة الشاملة للمجتمع، والبعض الآخر یقدم لرجال الأعمال والمستثمرین.

### معاملات الحكومة الالكترونیة مع المواطنین(G2C)
تھدف إلى إمداد المواطنین بالخدمات الحكومیة الإلكترونیة من خلال مواقع الحكومة على شبكة الإنترنت لتلبیة حاجاتھم الشخصیة كالحصول على وثائق عامة أو خاصة، فالوثائق ذات الطبیعة العامة لا تطلب التحقق من شخصیة الطالب مثل شھادة القید في السجل التجاري أو الصناعي أو شھادة المطابقة للشروط البیئیة أو الصحیة، ویمكن للجھات الحكومیة أن تقوم بطرح نماذج ھذه الشھادات على موقعھا لدى شبكة الإنترنت. كما تمكن ھذه الخدمات الإلكترونیة من الحصول على وثائق ذات طبیعة خاصة منھا:
- - الشھادات الشخصیة مثل شھادات الوفاة والزواج والطلاق.
- - شھادات التعلیم بمختلف مراحله.
- - جوازات السفر وبطاقة الھویة.

ونظراً لخصوصیة ھذه البیانات الخاصة، فإن الحصول علیھا یتطلب التأكد من شخص طالبھا، ولا سیما أن القانون أمّن إجراءات الحصول على الوثائق، ولھذا فإن تسلیمھا یكون یدویا.

### معاملات الحكومة الالكترونیة مع منظمة الأعمال (G2B)
تلعب الحكومة دور المنظم وجامع الضرائب والزبون الداعم لقطاع الأعمال بغض النظر عن الخدمة أو المنتج التي تقدمھا مؤسسات القطاع الخاص، ومن أھم الخدمات التي توفرھا الحكومة في إطار علاقاتھا مع منظمة الأعمال ھي الأداء الإلكتروني للضریبة.

### المعاملات التي تتم بین المنظمات الحكومیة (G2G)
فتھدف إلى التنسیق بین الأجھزة الحكومیة لأداء الأعمال بصورة متكاملة على كافة المستویات الإداریة، كما تشمل العلاقة بین المنظمات المركزیة والأجھزة المحلیة، ومن أمثلتھا تبادل البیانات والمعلومات عن اللوائح والقوانین، ونظم العمل والإجراءات المتبعة في أداء الأعمال، ویتم الربط بین المنظمات الحكومیة من خلال شبكة الأنترنت وتحقیق التكامل في الخدمات التي تشرك فیھا أكثر من جھة حكومیة .

### الخدمات الداخلیة المقدمة للعاملین بالمنظمات الحكومیة (G2E)
من أجل تحسین أداء العاملین وتوضیح أفضل الأسالیب التي من خلالھا یتم ممارسة الأعمال، حیث تستخدم تكنولوجیا المعلومات في إدارة الموارد البشریة، وتشمل الخدمات الذاتیة المقدمة للعاملین مثل الحصول على الإجازة والإطلاع على تقاریر الكفاءة والتدریب الإلكتروني، وتعتمد على وجود قواعد بیانات متكاملة عن العاملین بالمنظمات الحكومیة متمثلة في السن والمؤھل والوظیفة والدرجة العلمیة والحالة الاجتماعیة.

## الانتشار
الحكومة الإلكترونية تحقق انتشارا واسعا بين حكومات العالم كما ورد في تقرير الأمم المتحدة في عام Benchmarking E-government: A Global Perspective 2001 والتي قامت بتلخيص سريع لنشاطات الحكومة الإلكترونية حول العالم وأستنتجت بأن هناك مواقع إلكترونية تستخدم لتوفير المعلومات والخدمات تخص 190 دولة مما يشكل 89,8% من الدول الأعضاء. وفي تقرير أحدث ل الأمم المتحدة (Global E-Government Readiness Survey2005)، تناول في أكثر من 50000 صفحة ألكترونية ل 191 دوله تم دراسة جاهزية الحكومات الإلكترونية جاءت الولايات المتحدة في المركز الأول تليها الدنمارك ثم المملكة المتحدة. وتحتل مصر المركز ال28 فيما يتعلق ببرنامج الحكومة الإلكترونية طبقا تقرير صادر عن الأمم المتحدة في يناير 2008.
وتعتبر حكومة دبي سباقة في تطبيق هذا النظام وكثير من حكومات العالم الأخرى، كما بدأ تطبيقه على مستوى دولة الإمارات العربية المتحدة ككل. وتعتبر ماليزيا من الدول التي تمكنت من تحقيق مفهوم الحكومة الإلكترونية. أما الولايات المتحدة الأمريكية والمملكة المتحدة فهما من أوائل الدول التي طبقت هذا النظام. وهناك إجراءت حثيثة لتطبيق هذا النظام في السعودية والأردن ومصر وغيرها.

## مساوئ الحكومة الألكترونية
- يصبح المراجع الذي يتعامل مع الحكومة خادماً لها بدون أجرة فهو الذي يُدخل البيانات ويصلح الأخطاء ويصغر ويكبر أحجام المستندات المرفقة وفقاً لما تريده الحكومة، ثم هو يدفع للحكومة رسوم الخدمة التي صنعها بنفسه !.
- تفاوت العملاء والمراجعين في قدراتهم الحاسوبية وتمكنهم من استعمال الإنترنت السريع فيُغبن كثير من الأميين[6]،انه يوجد فجوه بين الاغنياء والفقراء ف قدره وصولهم للانترنت وع الرغم من انتشار الإنترنت الا ان هناك العديد من الناس غير متصل بالانترنت وايضا الكبار اقل استخداما للانترنت من الصغار والتعليم حيث ان المتعلمين أكثر استخداما للانترنت عن الغير متعلمين وبذلك فان ذلك من مساوي الحكومة الالكترونيه فهذا ليس عدل بين جميع المستويات ف قدره وصولهم للانترنت.[بحاجة لمصدر]

## وصلات خارجية
- المجلة الإلكترونية للحكومة الإلكترونية (مجانية)
- الحكومة الإلكترونية من الألف إلى الياء
- موقع الحكومة الإلكترونية المصرية
- مركز دراسات الحكومة الإلكترونية http://www.egovconcepts.com
- برنامج التعاملات الإلكترونية الحكومية - يسر http://www.yesser.gov.sa